# The Courteeners
The Courteeners — британская рок-группа, образованная в Манчестере, Англия, в 2006 году. Два первых альбома The Courteeners, St. Jude (2008) и Falcon (2010), стали хитами в Британии, поднявшись до #4 и #6 соответственно в UK Albums Chart.

## История группы
Все четверо её участников — поющий гитарист Лиэм Фрэй, барабанщик Майкл Кемпбелл, гитарист М. К. Мурз и басист Марк Кьюппелло — уроженцы района Олкрингктон в Миддлтоне (пригороде Манчестера) и знали друг друга с десятилетнего возраста. Некоторое время Лиэм Фрэй курсировал по «секретным» концертам в качестве акустического сингера-сонграйтера. Вскоре о «подростке-лауреате» стала писать местная пресса, превознося его как «нового Моррисси или Рэя Дэвиса»: подобно своим кумирам он умел жизненный опыт вложить в одну умную и красивую поэтическую строку. Логичным ходом было образование группы. «Я мечтал об этом с того момента, как впервые увидел на сцене The Strokes, — вспоминал Лиэм. Так что, когда школьный приятель Кемпбелл поставил у него в гараже ударную установку и там начал репетировать, все произошло само собой».
Дебютный сингл «Cavorting» вышел 6 августа 2007 года на Loog Records и весь его тираж был распродан немедленно, по подписке. Второй сингл «Acrylic» (22 октября 2007 года) поднялся до 44 места в британских чартах, а видеоклип к нему имел мощную ротацию на MTV2. Выступление The Courteeners (группы, которая к этому времени существовала лишь полгода) на фестивале In The City стало главным событием последнего. Бывший участник The Stone Roses Джон Сквайр предрек квартету суперзвездное будущее. Многие восприняли The Courteeners как «продукт» манчестерской андеграундной сцены, но Фрэй возражал:
Создается впечатление, будто музыкальная жизнь в Манчестере бьет ключом, но это иллюзия. Это претенциозная андергаундная инди-возня, нацеленная на доверчивых студентов… Люди в наши дни стали страшно тупыми: прочтут на MySpace о каком-нибудь секретном мероприятии и уже бегут на андеграунд-сцену… На самом деле в Манчестере долгие годы не происходило ничего интересного… До тех пор, то есть, пока мы там не появились.Лиэм Фрэй.
Третий сингл «Not Nineteen Forever» (31 марта 2008 года) поднялся до 19 места в Британии: на той же неделе группа выпустила дебютный альбом St. Jude, записанный с продюсером Стивеном Стритом (известным по сотрудничеству с The Smiths) и дебютировал на 4-м месте в чартах. Четвёртый сингл, «'No You Didn’t No You Don’t» (23 июня 2008 года) многие критики сочли лучшей песней альбома.
В 2010 году группа выпустила второй альбом Falcon, в марте поднявшийся до #6 в UK Album Chart.
25 августа 2010 в NME появилось сообщение о том, что на начало декабря The Courteeners запланировали 5 британских концертов. В них примет участие и Майлз Кейн со своим новым сольным проектом.

## Дискография

### Альбомы
- St. Jude (2008, #4 UK)
- Falcon (2010, #6 UK)
- Anna (2013, #6 UK)
- Concrete Love (2014)
- Mapping the Rendezvous (2016)

### Синглы
- «Cavorting» (2007)
- «Acrylic» (2007, #44 UK)
- «What Took You So Long» (2008, #20 UK)
- «Not Nineteen Forever» (2008, #19 UK)
- «No You Didnt, No You Dont» (2008)
- «That Kiss» (2008)
- «Take Over The World» (2010)
- «You Overdid It Doll» (2010)
- «Lose Control» (2012)
- «Van Der Graaff» (2013)
- «Are You in Love with a Notion?» (2013)
- «Summer» (2014)
- «How Good It Was» (2014)
- «The 17th» (2016)
- «No One Will Ever Replace Us» (2016)